# Boulevard Suchet
Pour les articles homonymes, voir Suchet.
Le boulevard Suchet est un boulevard du 16e arrondissement de Paris. C'est une partie des boulevards des Maréchaux.

## Situation et accès

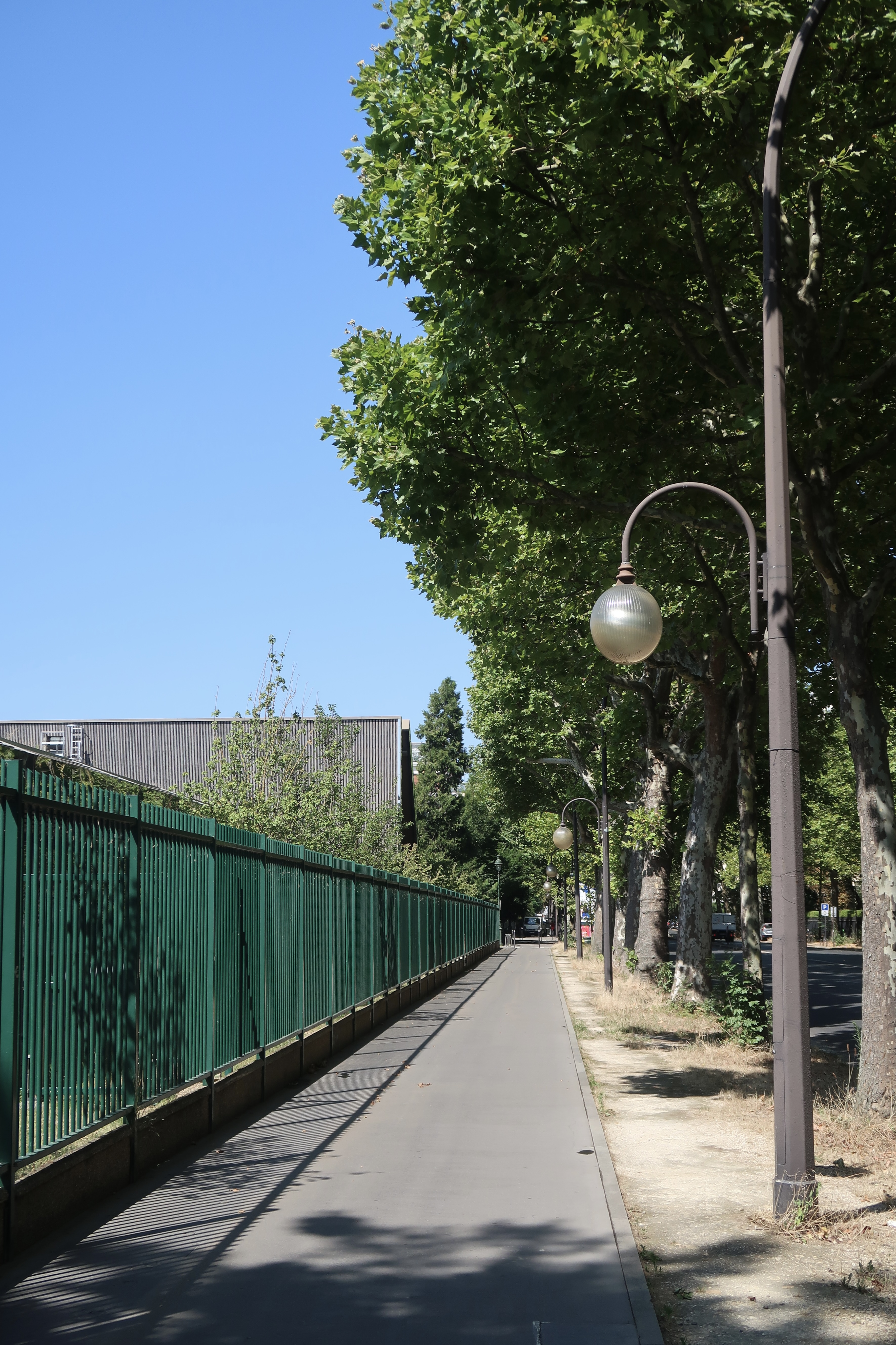

Le boulevard part de l'avenue Henri-Martin à la porte de la Muette et arrive à la rue d'Auteuil, où il laisse la place au boulevard Murat après la porte d'Auteuil.
Le boulevard Suchet est accessible par la ligne de bus de Petite Ceinture.

## Origine du nom

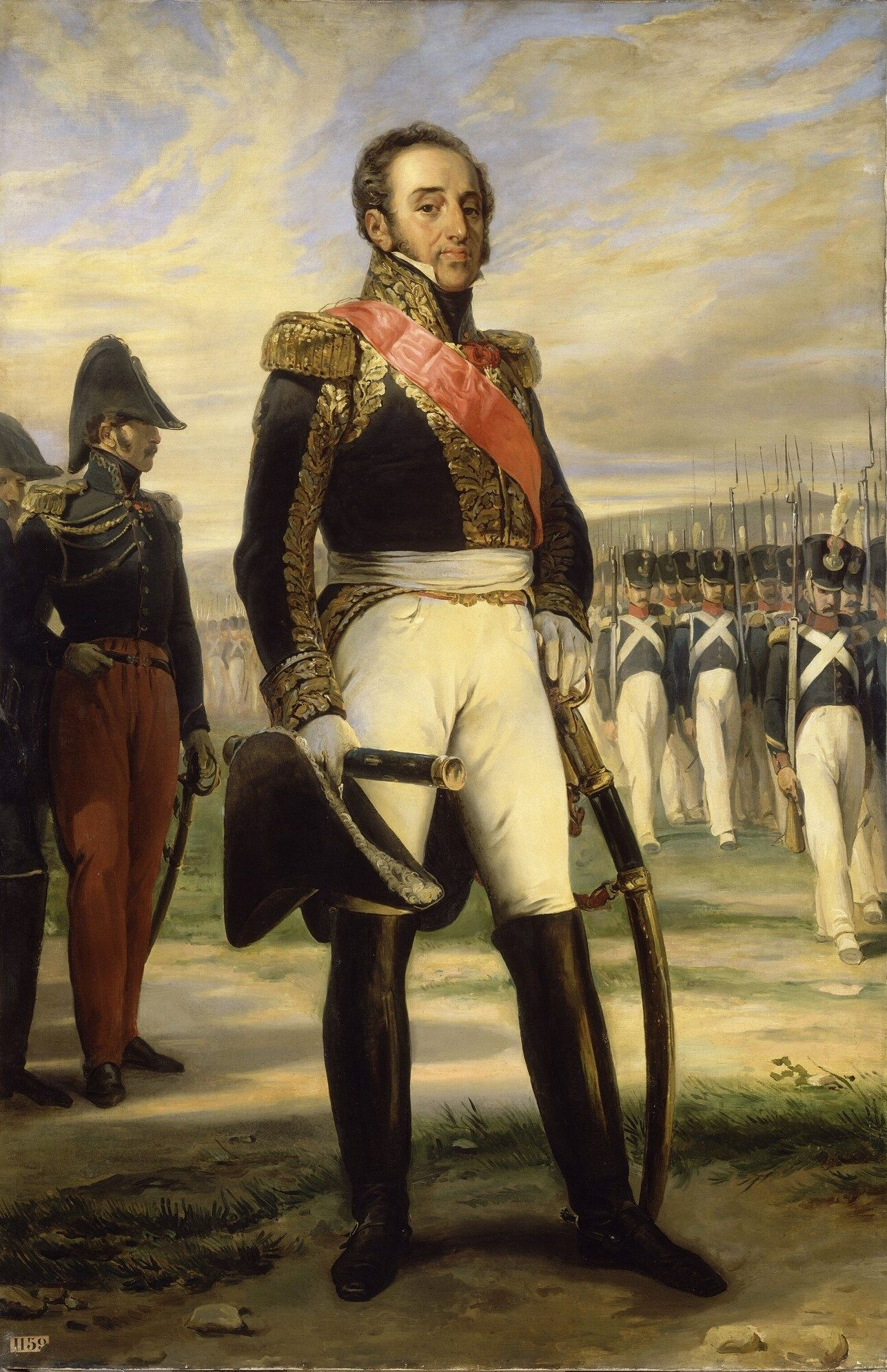
Louis-Gabriel Suchet.

Il a reçu son nom de Louis Gabriel Suchet (1770-1826), duc d'Albufera, maréchal de France.

## Historique
Le boulevard Suchet fait partie de la ceinture de boulevards créée à partir de 1861 le long de l'enceinte de Thiers, à la place la rue Militaire.
Classé dans la voirie parisienne en vertu du décret du 23 mai 1863, il prend son nom actuel par un autre décret en date du 2 mars 1864.
Le 15 septembre 1918, durant la Première Guerre mondiale, une bombe explose sur le Bastion no 62 en face du no 61 boulevard Suchet lors d'un raid effectué par des avions allemands.

## Bâtiments remarquables et lieux de mémoire
- Le couple d'acteurs Mireille Balin et Tino Rossi s'installe en 1941 « dans un petit appartement de quatre pièces d’un vieil immeuble du boulevard Suchet »[3].
- L'industriel Serge Dassault (1925-2018) y a vécu, « comme un bon bourgeois de province », avec « aucun signe extérieur de richesse » notent les journalistes Raphaëlle Bacqué et Vanessa Schneider[4].
- Accès au jardin du Ranelagh.
- Aux nos 2 à 10 du boulevard, nos 1-9, avenue du Maréchal-Maunoury, nos 2-4, rue Ernest-Hébert et nos 1-3, place de Colombie, se trouvent les immeubles Walter. Il s’agit d’immeubles de grand luxe, construits dans les années 1930. À peine finis, ils furent investis par l'état major allemand de la Kriegsmarine durant l'Occupation et équipés de puissants moyens de communication et d'abris anti-aériens ; l'amiral Doenitz s'y installa en 1942, ayant quitté son QG de Lorient, vulnérable aux bombes alliées.
- No 6 : le Service de documentation extérieure et de contre-espionnage, ancêtre de la Direction générale de la Sécurité extérieure, héberge le Service Action à partir de 1946[5].
- No 12 du boulevard et no 1 rue Ernest-Hébert : l'acteur Bourvil y meurt en 1970 dans son appartement[6],[7],[8].
- No 14 : immeuble construit en 1930-1931 par l’architecte Michel Roux-Spitz[9].
- No 18 : les attachés commerciaux soviétiques, chargés d'espionnage économique, travaillent et sont pour certains logés à cette adresse pendant la Guerre froide. L'ancien lieutenant-colonel Vladimir Vetrov, notamment, y travaille dans les années 1960[10].
- No 21 (et 9, rue Louis-Boilly) : immeuble de rapport construit en 1912 par l'architecte Charles Labro[11], primé au Concours de façades de la ville de Paris de 1914[12]. On peut y observer une étonnante porte d'entrée en fer forgé et verre.
- No 22 (et 2, square des Écrivains-Combattants-Morts-pour-la-France) : immeuble de style Art déco construit en 1930 par l’architecte André Hott, primé en 1935 par le jury du Concours des façades et devantures[13], restructuré en 1951 par l’architecte Clément Palacci[14]. L'ambassade de Monaco en France y est installée depuis 1984.
- No 24 : la duchesse Wallis Simpson et l'ancien roi britannique Édouard VIII ont vécu ici autour des années 1940[15].

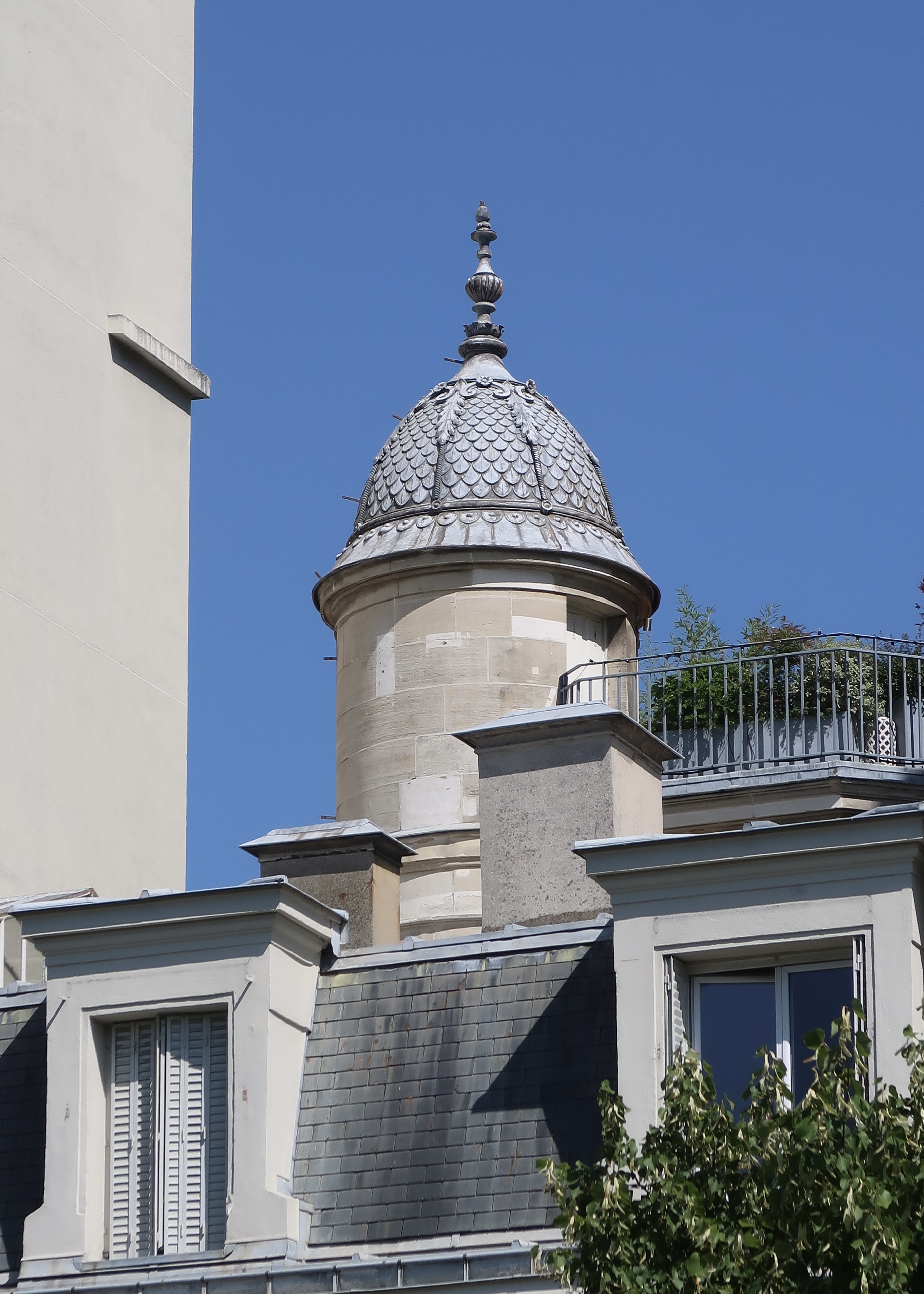
Tourelle au no 29.

- No 29 : maison sur le toit de laquelle se trouve une tourelle.
- No 35 (et 10, avenue Ingres) : immeuble construit en 1897 par l’architecte Charles Blanche[16].
- No 38 : ambassade de Biélorussie en France.
- No 43 : le résistant Roland Sévegrand y est mort pour la France[17], le 25 août 1944 ; une plaque lui rend hommage.
- No 45 : à cette adresse se trouve une propriété du clan du président gabonais Ali Bongo[18].
- No 48 : résidence de l'ambassadeur de Malaisie en France.
- À partir du no 53 et jusqu'à la porte d'Auteuil, sur la partie ouest du boulevard, se situent huit immeubles quasi identiques en pierre de taille.
- No 59 : début de l'impasse Léa-Blain.
- No 61 : domicile du peintre William Haussoullier, où il meurt en 1892[19].
- No 69 : la femme de lettres Colette y a résidé avec son mari Henry de Jouvenel de 1916 à 1923 puis seule jusqu'en 1926, dans un petit hôtel particulier depuis remplacé par un immeuble. Elle a écrit : « Habiter Auteuil, cela signifie qu'on fuit la foule, le bruit citadin, qu'on accroche à cette robe de verdure, dont l'ourlet, hélas ! se retire chaque lustre un peu plus vers l'ouest, rongé sur son bord, mangé... »[20],[21].
- No 81 (démoli) : hôtel Roy conçu par l'architecte Hector Guimard en 1898[22], détruit dans les années 1960[23].
- No 87 : domicile de l'homme politique Antoine Pinay (1891-1994).
- Sur son côté occidental, aménagés à la place des anciennes fortifications, le boulevard est bordé à intervalles réguliers par plusieurs squares de forme similaire : du nord au sud, le square des Écrivains-Combattants-Morts-pour-la-France (entre le no 22 et le no 24), le square Henry-Bataille, le square Tolstoï et le square Alfred-Capus. Le boulevard Lannes, situé dans le prolongement du boulevard Suchet, compte des squares du même type.

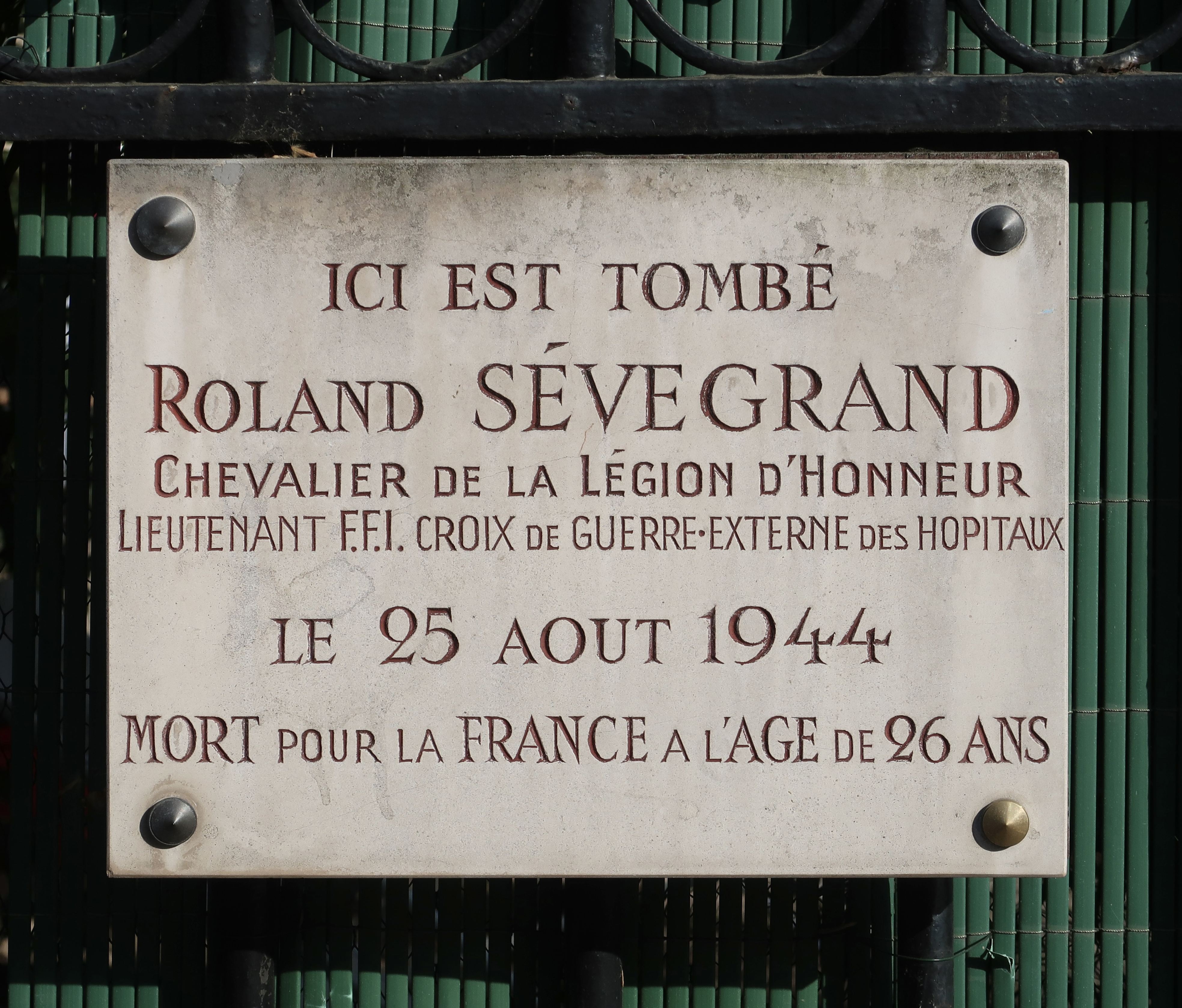
Plaque au no 43.
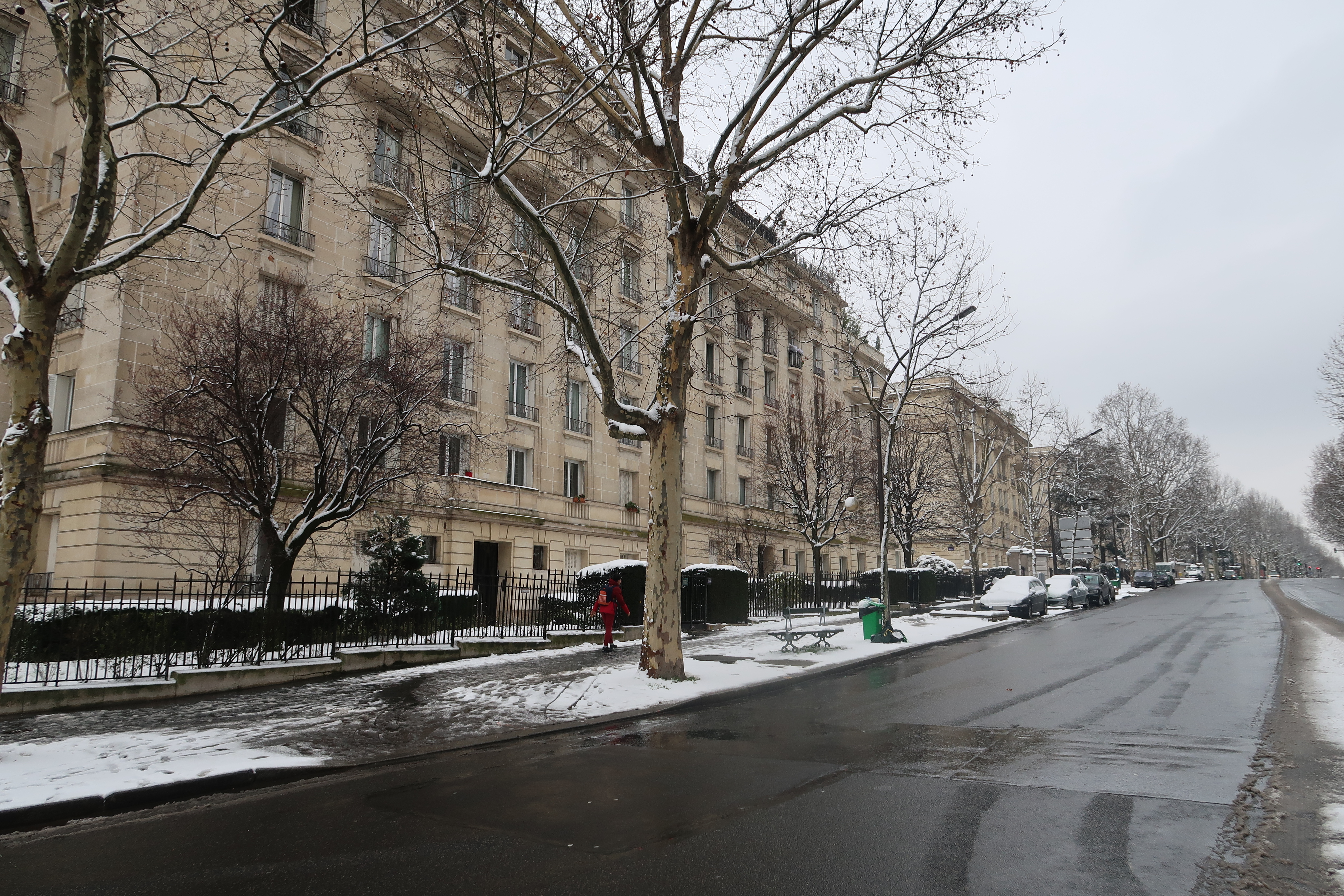
Le boulevard sous la neige.
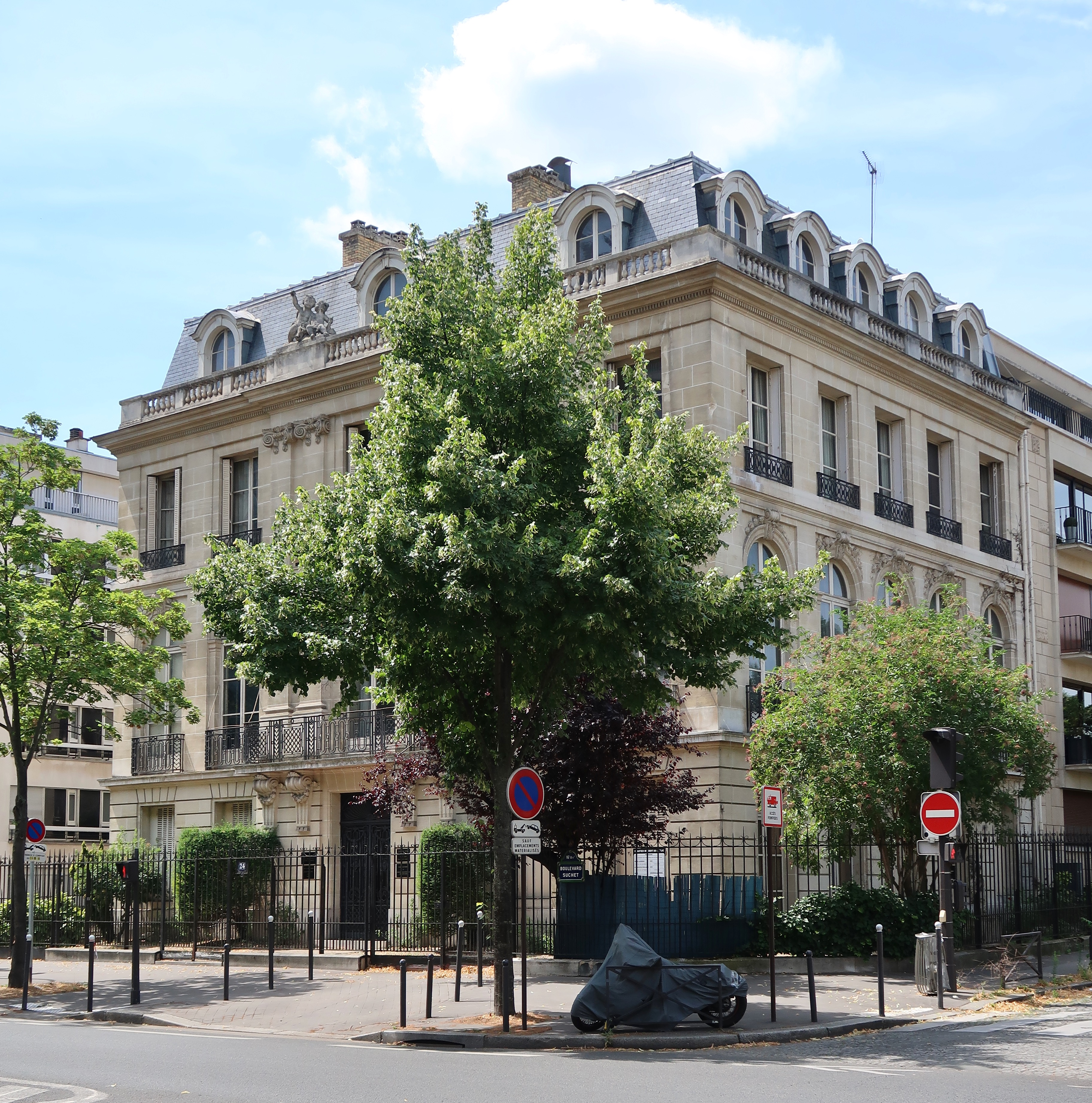
Angle avec le square des Écrivains-Combattants-Morts-pour-la-France.
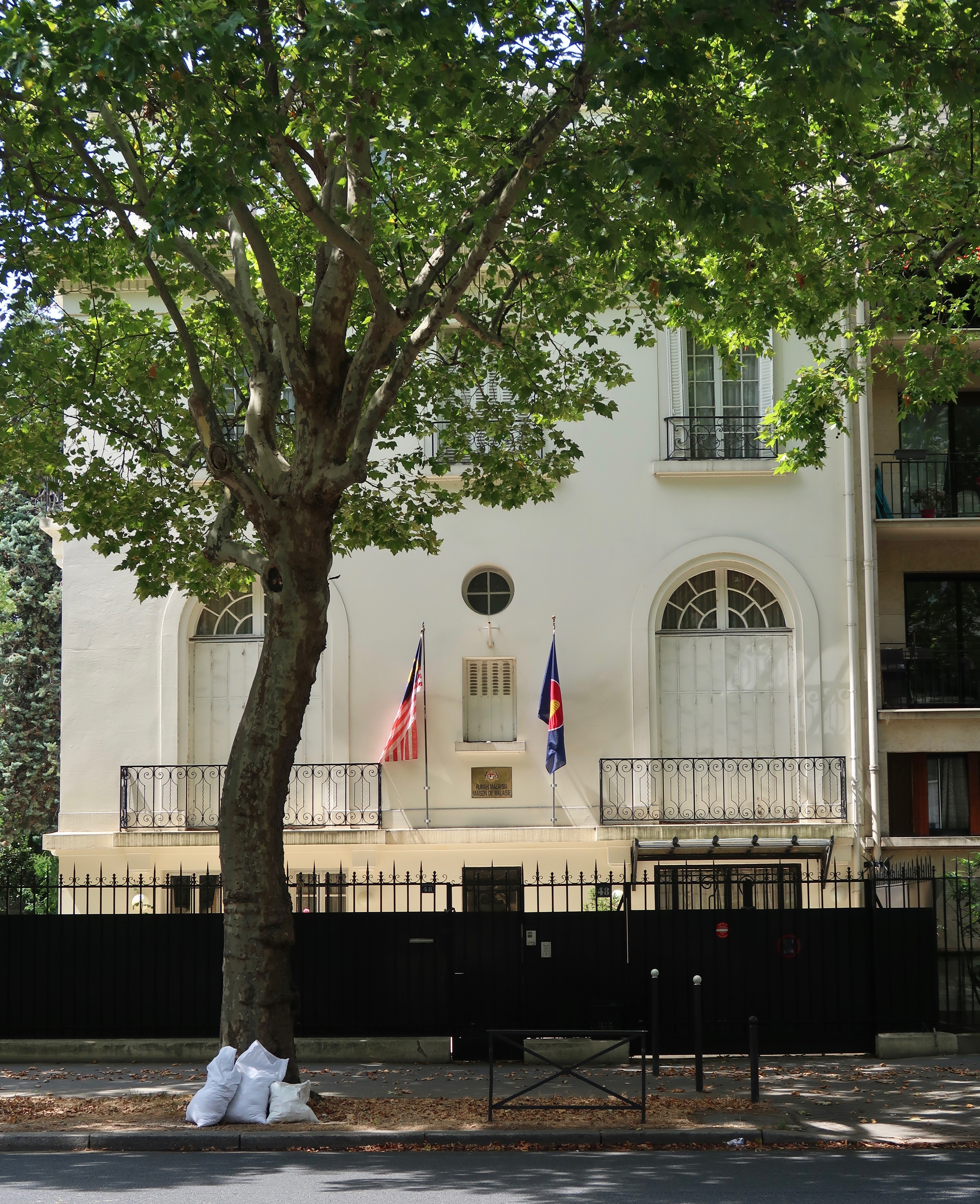
Maison de la Malaisie (résidence de l'ambassadeur), au no 48.
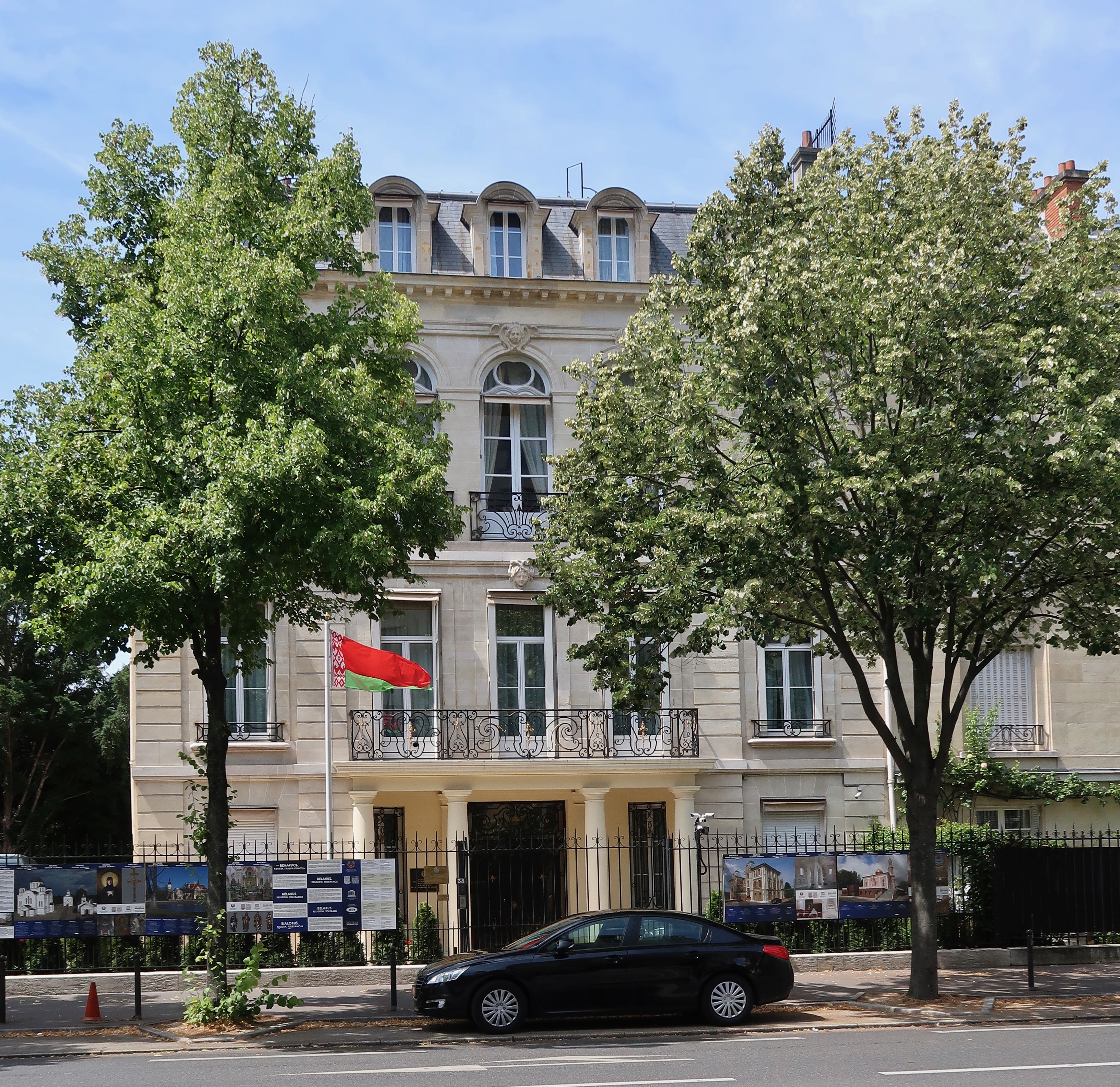
Ambassade de Biélorussie, au no 38.
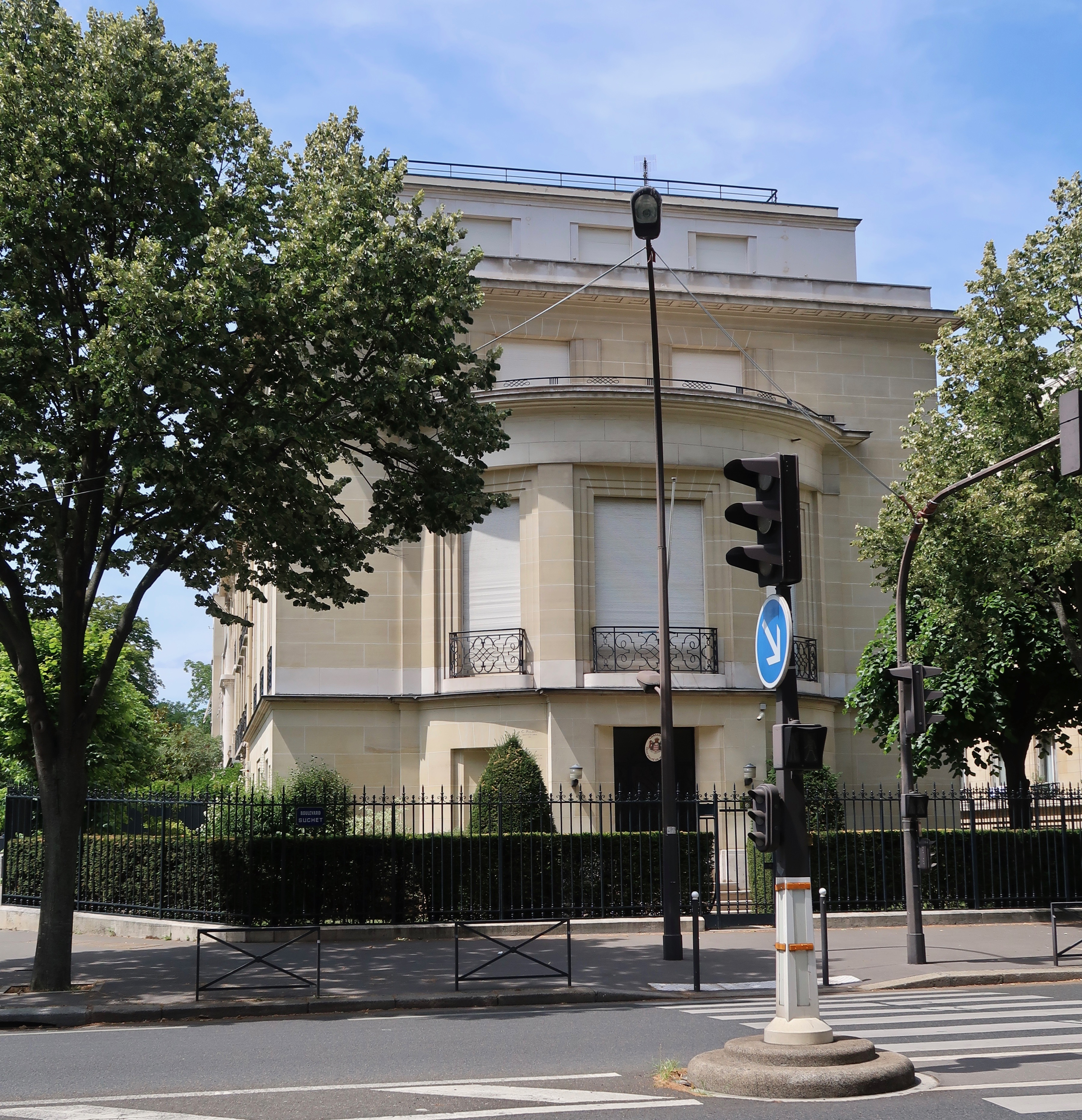
Ambassade de Monaco, au no 22.
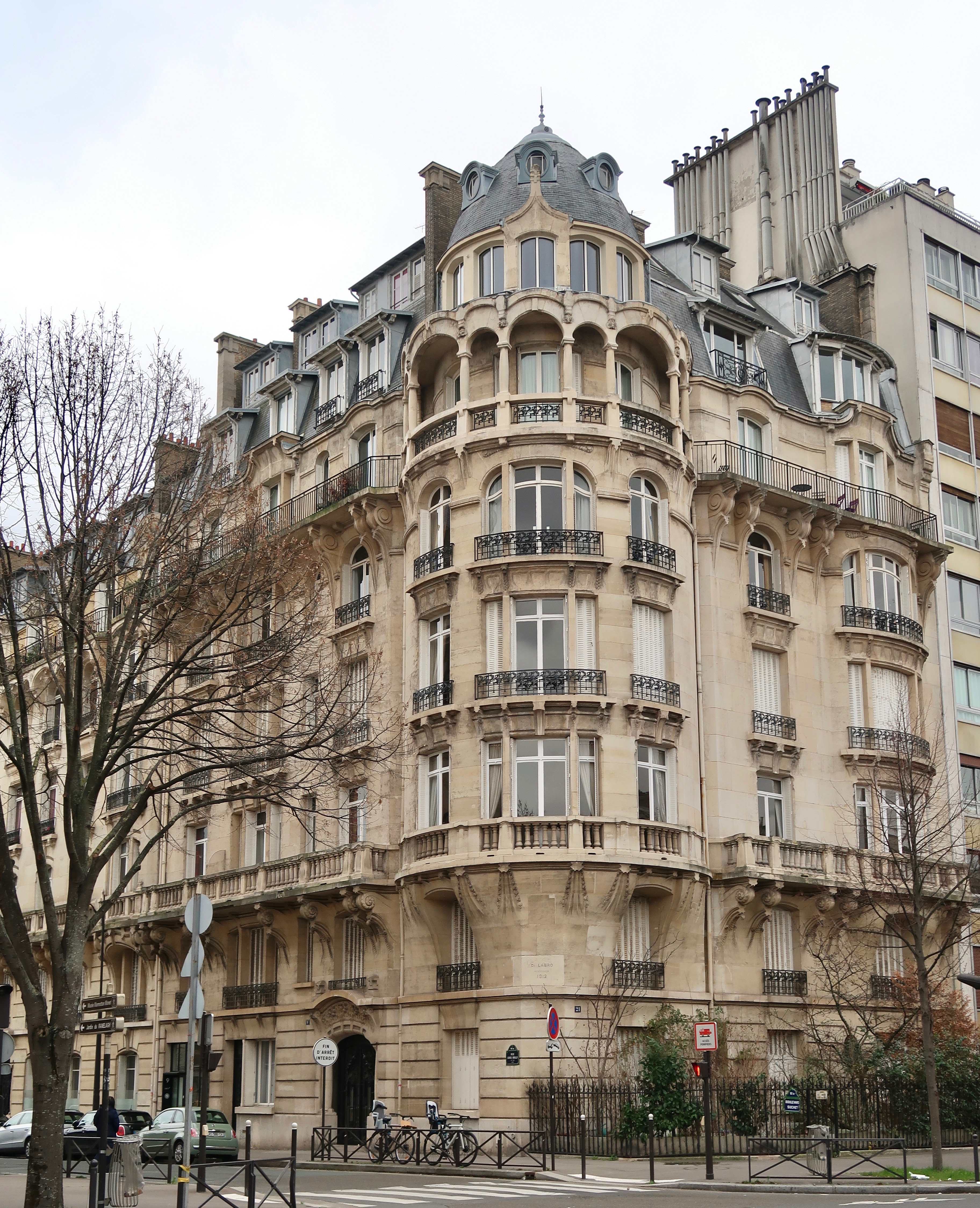
Angle avec la rue Louis Boilly.
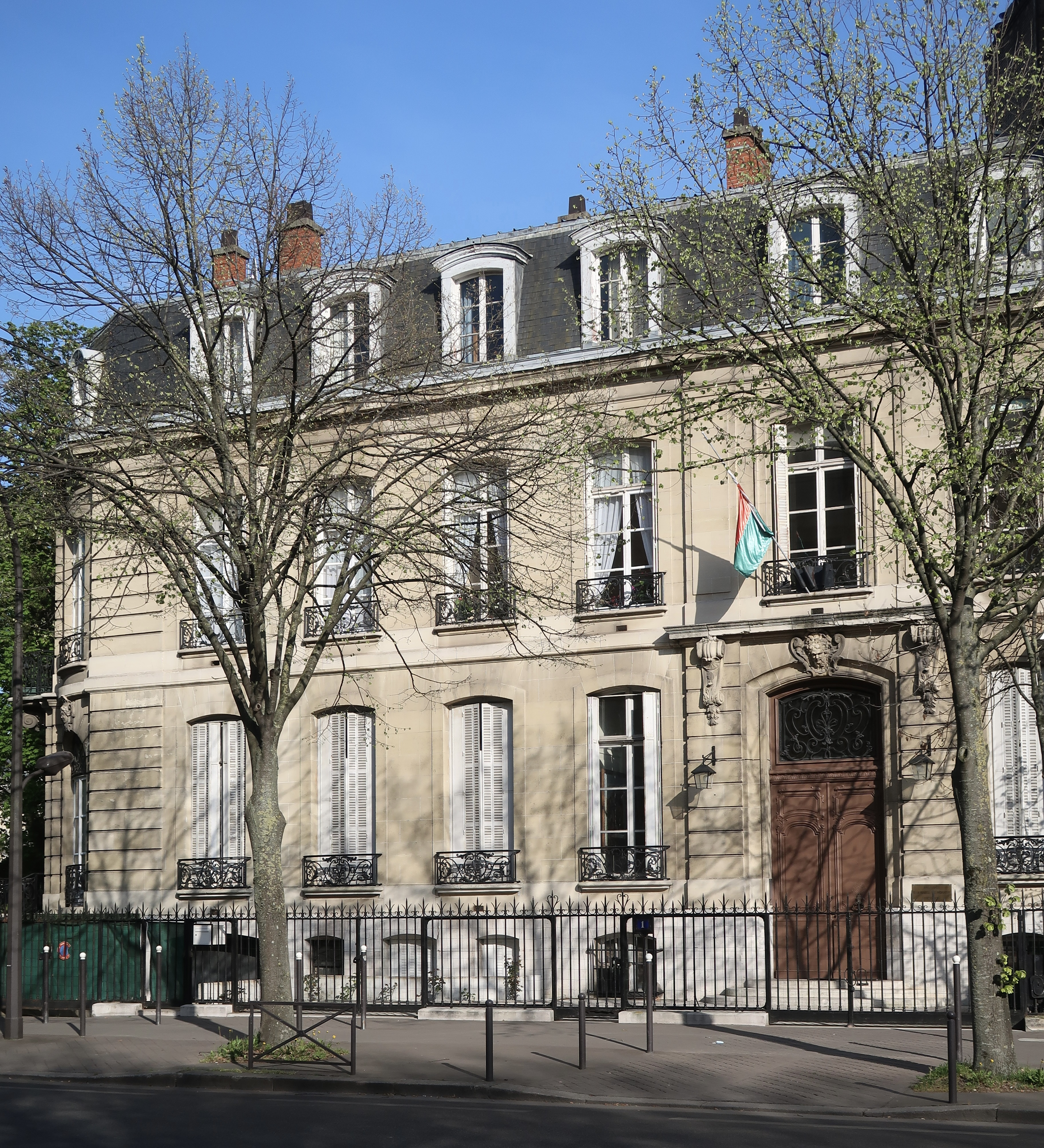
Bâtiment de l'ambassade de Madagascar, au no 1.
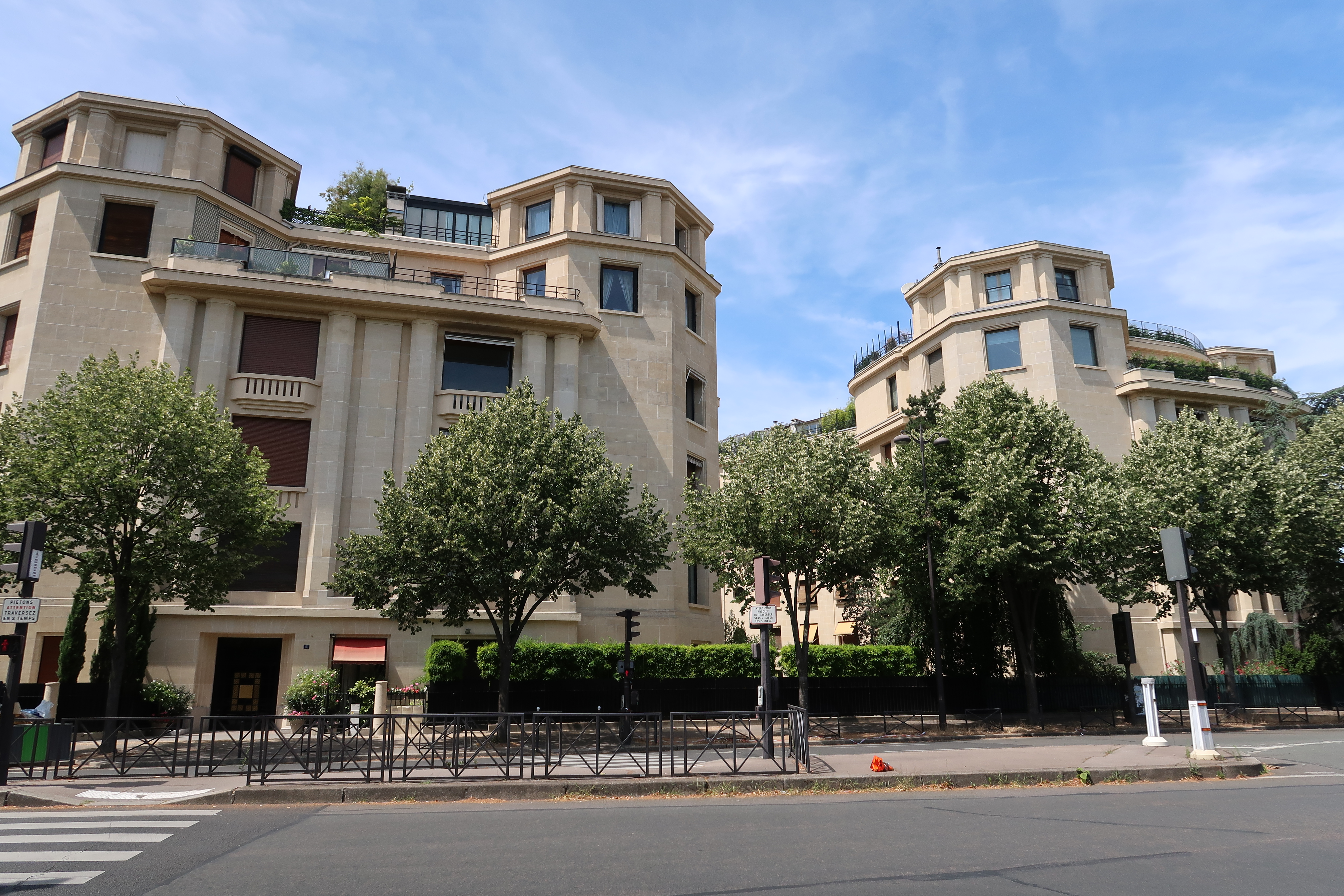
Les immeubles Walter, des années 1930.

### Dans la fiction
Ce boulevard est cité dans le roman Les Dents du tigre de Maurice Leblanc comme lieu de résidence de l'ingénieur Hippolyte Fauville, un des personnages principaux.